# Campeonato mundial A de hockey patines masculino de 1976
El XXII Campeonato mundial de hockey sobre patines masculino se celebró en España en 1976, con la participación de doce Selecciones nacionales masculinas de hockey patines. Todos los partidos se disputaron en la ciudad de Oviedo.
Toda la competición se disputó en el formato de liga, enfrentándose entre sí las doce selecciones y ordenándose la clasificación final según los puntos obtenidos.

## Equipos participantes
De las 12 selecciones nacionales participantes del torneo, 6 son de Europa, 3 de América, 1 de Asia y 2 de Oceanía.
| Alemania Occidental |
| Argentina           |
| Australia           |
| Brasil              |
| España              |
| Estados Unidos      |
| Francia             |
| Italia              |
| Japón               |
| Nueva Zelanda       |
| Países Bajos        |
| Portugal            |

## Resultados
|            | Bandera de Brasil | Bandera de Japón | Bandera de los Países Bajos | Bandera de Estados Unidos | Bandera de Italia | Bandera de Australia | Bandera de España | Bandera de Francia | Bandera de Portugal | Bandera de Alemania | Bandera de Nueva Zelanda | Bandera de Argentina |
| ---------- | ----------------- | ---------------- | --------------------------- | ------------------------- | ----------------- | -------------------- | ----------------- | ------------------ | ------------------- | ------------------- | ------------------------ | -------------------- |
| Brasil     |                   |                  |                             |                           |                   |                      |                   |                    |                     |                     |                          |                      |
| Japón      | 0-8               |                  |                             |                           |                   |                      |                   |                    |                     |                     |                          |                      |
| Holanda    | 1-4               | 8-0              |                             |                           |                   |                      |                   |                    |                     |                     |                          |                      |
| EE. UU.    | 2-4               | 14-0             | 3-3                         |                           |                   |                      |                   |                    |                     |                     |                          |                      |
| Italia     | 4-1               | 8-0              | 4-4                         | 2-6                       |                   |                      |                   |                    |                     |                     |                          |                      |
| Australia  | 0-3               | 7-0              | 3-0                         | 0-5                       | 2-8               |                      |                   |                    |                     |                     |                          |                      |
| España     | 6-1               | 23-0             | 5-1                         | 2-1                       | 13-0              | 9-2                  |                   |                    |                     |                     |                          |                      |
| Francia    | 4-3               | 4-0              | 3-1                         | 2-6                       | 3-3               | 5-0                  | 1-13              |                    |                     |                     |                          |                      |
| Portugal   | 6-2               | 23-2             | 5-2                         | 4-1                       | 2-1               | 12-0                 | 1-2               | 11-2               |                     |                     |                          |                      |
| Alemania   | 4-1               | 9-1              | 2-4                         | 2-2                       | 0-0               | 8-0                  | 0-3               | 5-1                | 3-3                 |                     |                          |                      |
| N. Zelanda | 2-5               | 10-2             | 3-7                         | 1-7                       | 1-6               | 2-7                  | 0-16              | 1-7                | 2-11                | 1-5                 |                          |                      |
| Argentina  | 3-1               | 8-1              | 5-3                         | 3-3                       | 5-1               | 4-1                  | 4-4               | 5-1                | 1-0                 | 1-2                 | 6-1                      |                      |

## Clasificación Final
| Posición | Equipo         | Pts | PJ | PG | PE | PP | GF | GC  | DG   |
| -------- | -------------- | --- | -- | -- | -- | -- | -- | --- | ---- |
|          | España         | 21  | 11 | 10 | 1  | 0  | 96 | 11  | 85   |
|          | Argentina      | 18  | 11 | 8  | 2  | 1  | 45 | 18  | 27   |
|          | Portugal       | 17  | 11 | 8  | 1  | 2  | 78 | 18  | 60   |
| 4        | Alemania       | 15  | 11 | 6  | 3  | 2  | 40 | 17  | 23   |
| 5        | Estados Unidos | 13  | 11 | 5  | 3  | 3  | 50 | 23  | 27   |
| 6        | Italia         | 11  | 11 | 4  | 3  | 4  | 36 | 37  | -1   |
| 7        | Francia        | 11  | 11 | 5  | 1  | 5  | 33 | 48  | -15  |
| 8        | Brasil         | 10  | 11 | 5  | 0  | 6  | 33 | 32  | 1    |
| 9        | Holanda        | 8   | 11 | 3  | 2  | 6  | 30 | 37  | -7   |
| 10       | Australia      | 6   | 11 | 3  | 0  | 8  | 22 | 56  | -34  |
| 11       | Nueva Zelanda  | 2   | 11 | 1  | 0  | 10 | 24 | 79  | -55  |
| 12       | Japón          | 0   | 11 | 0  | 0  | 11 | 6  | 122 | -116 |